# Сблъсък във въздуха в Гранд Каньон през 1956 г.
Когато самолетът „Дъглас DC-7 Мейнлайнър“ изпълнява полет 718 на „Юнайтед Еър Лайнс“ на 30 юни 1956 г., той се сблъсква във въздуха над национален парк Гранд Каньон, Аризона, Съединените американски щати с друг самолет – „Локхийд L-1049A Супер Констелейшън“, който изпълнява полет 2 на „Транс Уърлд Еърлайнс“. Първият самолет пада в каньона, а другият се блъска в скала и така всички 128 души на борда на двете машини загиват. Самолетите излитат от международното летище „Лос Анджелис“ с няколко минути разлика и се отправят съответно към Чикаго и Канзас Сити.
Разследването на инцидента е предизвикателно поради отдалечеността и топографията, както и степента на унищожаване на двата самолета и липсата на данни за полета в реално време. Експертите успяват да определят като вероятна причина това, че пилотите не се виждат навреме, за да избегнат сблъсъка. Не е възможно да се определи причината за това, но доказателствата сочат, че един или повече от обуславящите фактори са: облаци, опит да се предостави на пътниците по-живописна гледка към района на Гранд каньон и физиологичните ограничения на човешкото зрение.
Нито един от полетните екипажи не е конкретно замесен в инцидента, въпреки че решението на капитана на „Транс Уърлд Еърлайнс“ да отмени плана си за полет по прибори и да лети „1000 отгоре“, е вероятният катализатор за катастрофата. Разследването е задълбочено, но окончателният доклад е фокусиран само върху техническите аспекти и до голяма степен пренебрегва човешките фактори, като например защо авиокомпаниите позволяват на пилотите си да извършват маневри единствено за да подобрят гледката на пътниците към каньона.
Със 128 жертви сблъсъкът се превръща в най-смъртоносната катастрофа на търговска авиокомпания в САЩ и най-смъртоносната въздушна катастрофа на територията на САЩ от всякакъв вид и надминава инцидента при полет 409 на „Юнайтед Еър Лайнс“ от предходната година. Той е надминат и в двете отношения на 16 декември 1960 г. след сблъсъка във въздуха в Ню Йорк през 1960 г. Тогава отново участват самолети на „Юнайтед Еър Лайнс“ и „Транс Уърлд Еърлайнс“ и има 128 смъртни случая в двата самолета, както и 6 на земята.